# Dexys Midnight Runners
Dexys Midnight Runners és un grup britànic de música pop amb influència soul amb èxit en els anys vuitanta en particular amb la cançó "Come On Eileen" de 1982.

## Carrera
Kevin Rowland i Kevin "Al" Archer van fundar el grup en 1978 a Birmingham, Anglaterra amb el nom de Dexedrine. La part del nom The Midnight Runners es refereix a l'energia que la Dexedrina donava i que possibilitava ballar tota la nit. "Big" Jim Paterson, Jeff "JB" Blythe, Steve "Babyface" Spooner, Pete Saunders, Pete Williams i Bobby "Jnr" Ward formaven l'alineació completa del grup quan van treure el senzill "Dance Stance" (1979). La cançó va ser llançada en el segell independent Oddball Records i va aconseguir el 40 en llistes britàniques. El seu segon senzill anomenat "Geno" per Geno Washington i llançat per EMI va ser número u en llistes britàniques de 1980. En aquest ja apareixien els nous integrants Andy Leek i Andy "Stoker" Growcott.
Els membres de la banda, descontents amb la divisió dels beneficis van segrestar les cintes mestres de Searching for the Young Soul Rebels, el seu àlbum debut, per renegociar el seu contracte. L'àlbum va ser llançat en 1980 i va aconseguir un gran èxit. El senzill "There, There, My Dear" va ser un èxit i després d'est, Rowland va insistir a escollir la poc comercial "Keep It Part Two (Inferiority Part One)" com el següent senzill, que va ser un fracàs rotund i la majoria dels membres de la banda es van retirar pels continus problemes personals amb Rowland. Paterson es va quedar, i van cridar Billy Adams, Seb Shelton, Micky Billingham, Brian Maurice, Paul Speare i Steve Wynne (bass) amb els quals va llançar "Plan B", "Show Me" i "Liars A to E" en 1981 sense gaire èxit.

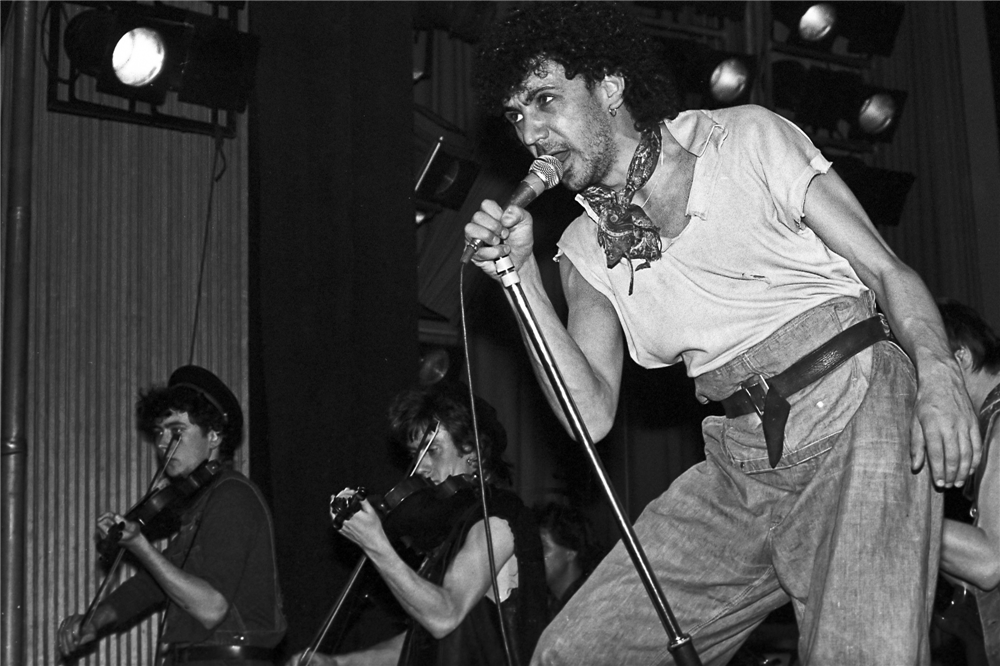
Dexys Midnight Runners. Rowland i sengles violinistes (Zurich nov. 1982).

Rowland va reclutar als violinistes Helen O'Hara, Steve Brennan i Roger MacDuff i amb ells va gravar Too-Rye-Ai en 1982, un àlbum barreja de soul i sons cèltics. El primer senzill "The Celtic Soul Brothers" va ser mitjanament famós però "Come On Eileen" va ser número u en llistes britàniques i nord-americanes, convertint-se en el senzill més venut d'aquest any.
Sentint que la seva aportació estava disminuïda per l'entrada dels violinistes Paterson, Speare i Maurice van deixar el grup per formar The TKO Horns i fins i tot van gravar un àlbum en 1985 amb Howard Jones. El grup va estar de gira fins a 1983 amb Rowland, Adams, O'Hara i Shelton acompanyats d'altres músics.
Després de dos anys van tornar amb l'àlbum Don't Stand Em Down. Rowland es va negar a llançar senzills de l'àlbum i quan es va intentar amb "This Is What She's Like" ja era massa tarda per recuperar-se del fracàs comercial. El grup es desmembrà i Rowland es va fer cantant solista amb el llançament en 1988 de l'àlbum, The Wanderer. Malgrat passar-se la majoria dels noranta sofrint problemes financers i d'addicció a les drogues, Rowland va tractar de reformar Dexys amb Big Jim Paterson sense cap resultat. Posteriorment va signar un contracte amb Creation Records i va llançar un àlbum de versions anomenat My Beauty en 1999 sense èxit de crítica o comercial.
A l'abril de 2003 el grup va anunciar una reunió per realitzar una gira, alhora que es va llançar un àlbum de grans èxits anomenat Let's Make This Precious amb dues noves cançons "Manhood" i "My Life in England". Al juny de 2005 durant una entrevista en BBC Radio 2, Kevin Rowland va anunciar que Dexys estaven en l'estudi i buscant un contracte per fer un nou àlbum.
Des de 2007 Kevin Rowland va començar a treballar en noves composicions. Amb l'aportació fonamental de Mick Talbot, l'àlbum, One Day I'm Going to Soarva ser finalment publicat al juny de 2012. El grup va contreure el nom a Dexys, pseudònim amb el qual també va publicar el següent àlbum en directe en 2014: Nowhere is Home.

## Discografia

### Senzills
- Dance Stance / I'm Just Looking, (Nov-1979), UK #40
- Geno / Breakin' Down The Walls Of Heartache, (Mar-1980), UK #1
- There, There, My Dear / The Horse, (Jun-1980), UK #7
- Keep It Part Two (Inferiority Part One) / One Way Love, (Nov-1980)
- Pla B / Soul Finger, (Mar-1981), UK #58
- Show Me / Soon, (Jun-1981), UK #16
- Liars A To I / And Yes We Must Remain The Wildhearted Outsiders, (Nov-1981)
- The Celtic Soul Brothers / Love Part Two, (Mar-1982), UK #45
- Come On Eileen / Dubious, (Jun-1982), UK #1, POP #1
- Jackie Wilson Said (I'm In Heaven When You Smile) / Let's Make This Precious, (Sep-1982), UK #5
- Let's Get This Straight (From The Start) / Old (en viu), (Nov-1982), UK #17
- The Celtic Soul Brothers (Reedició) / Reminisce Part One, (Mar-1983), UK #20, POP #86
- (An Extract From) This Is What She's Like / This Is What She's Like (Finale), (Nov-1985)
- Because Of You / Kathleen Mavourneen, (Oct-1986), UK #13
- Walk Away / Even When I Hold You, (Abr-1988) [Kevin ROWLAND]
- Tonight / Kevin Rowland's Band, (Jul-1988) [Kevin ROWLAND]
- Young Man / One Way Tiquet To Palookahville, (Oct-1988) [Kevin ROWLAND]

### Àlbums
- Searching for the Young Soul Rebels, (Jul-1980), UK #6
- Too-Rye-Ai, (Jul-1982), UK #2, POP #14
- Geno, (Mar-1983), UK #79
- Don't Stand Me Down, (Sep-1985), UK #22
- The Wanderer, (Jun-1988), [Kevin ROWLAND]
- The Very Best Of Dexys Midnight Runners (compilació), (Jun-1991), UK #12
- BBC Radio One Live in Concert - Newcastle (en viu), (Nov-1995)
- One Day I'm Going to Soar (2012)
- Let the Record Show: Dexys Do Irish and Country Songs (2016)
- The Feminine Divine (2023)